# Leonardo Ariel Griffo
Leonardo Ariel Griffo (n. 1 de mayo de 1978 en Villa Madero, Buenos Aires, Argentina) es un futbolista argentino. Juega de portero y su último club fue Sportivo Italiano.

## Trayectoria
Hizo inferiores en River Plate, San Lorenzo de Almagro, Vélez Sársfield y Racing Club.
Llegó a primera en el Club Almagro debutando en 2002, luego emigró a Italia, defendiendo allí los colores de varios clubes, siendo el último el Como, de la Segunda División, luego por un problema de deudas del club italiano quedó libre y en 2005 regresó a la Argentina para jugar en Deportivo Morón, su debut en Deportivo Morón fue el 14 de abril de 2007 allí estuvo 3 temporadas.
En 2008 pasó a Tristán Suárez donde ingresó al campo de juego escasamente, y desde 2010 juega en Defensores de Belgrano.

## Clubes
| Club                            | País      | Año         | PJ | Goles |
| ------------------------------- | --------- | ----------- | -- | ----- |
| Almagro                         | Argentina | 2002-2003   | 0  | 0     |
| Como Calcio                     | Italia    | 2003-2004   | 1  | 0     |
| Tortolì                         | Italia    | 2004-2005   | 0  | 0     |
| Club Deportivo Morón            | Argentina | 2006-2009   | 82 | 0     |
| Tristán Suárez                  | Argentina | 2009-2010   | 3  | 0     |
| Defensores de Belgrano          | Argentina | 2010-2012   | 74 | 0     |
| Comunicaciones                  | Argentina | 2012        | 0  | 0     |
| Club Atlético Chacarita Juniors | Argentina | 2013        | 17 | 0     |
| Merlo                           | Argentina | 2013-2014   | 0  | 0     |
| Flandria                        | Argentina | 2014 - 2018 | 90 | 1     |
| Sportivo Italiano               | Argentina | 2018 - 2021 | 0  | 0     |